# Honda HR-V
Pour les articles homonymes, voir HRV.
Le Honda HR-V est un petit SUV produit par le constructeur automobile japonais Honda. HR-V est l'acronyme de High Rider Vehicle, on rencontre aussi la désignation Hybrid Recreation Vehicle en Europe.
La première génération est produite de 1999 à 2006, tandis que la seconde est commercialisée en Europe de 2013 à 2021. Cette dernière est remplacée par une troisième génération en 2021.

## Première génération (1999-2006)
Le Honda HR-V de première génération est produit entre 1999 et 2006. Il fait suite au concept car Honda J-WJ, présenté au Salon de l'automobile de Tokyo 1997. Ce modèle est d'abord commercialisé en versions 3 portes, puis en modèle 5 portes à empattement allongé dès mars 2000. Considéré comme un des précurseurs des SUV, ses concurrents sont les Toyota Rav4 et Land Rover Freelander.

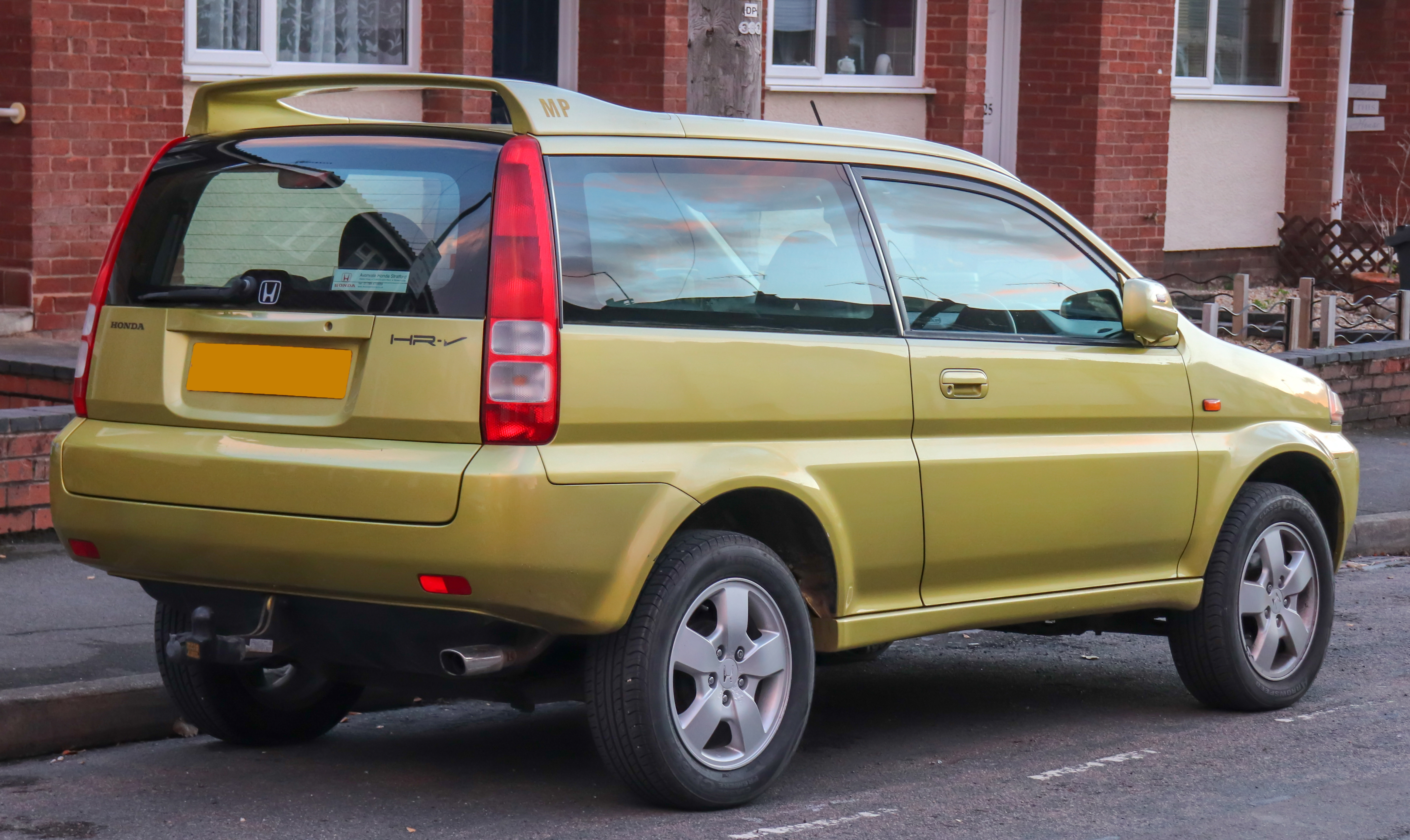
Honda HR-V I phase 1 3 portes
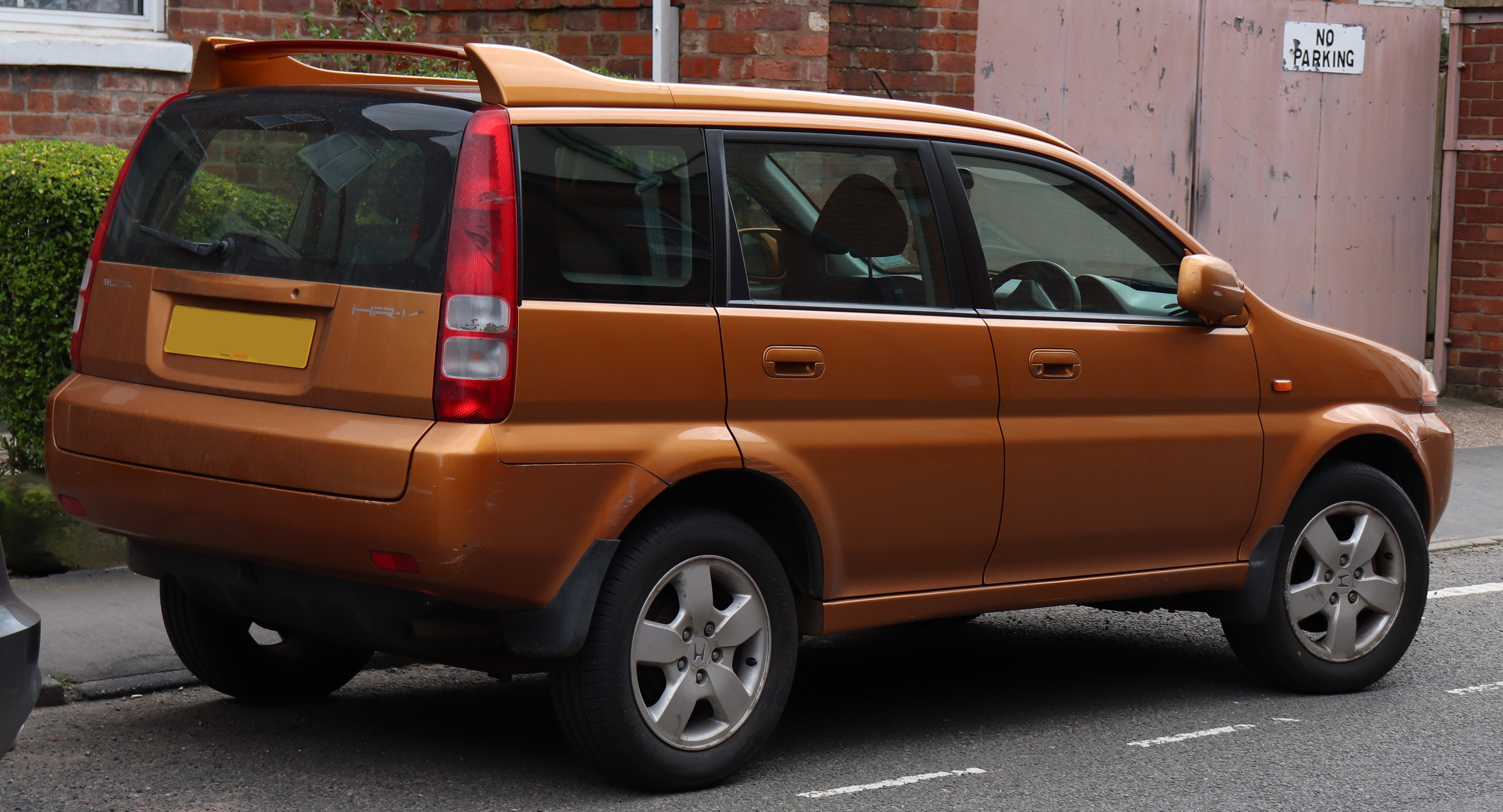
Honda HR-V I phase 1 5 portes

Il est légèrement restylé en 2002, les modifications concernent principalement le dessin des boucliers du véhicule.

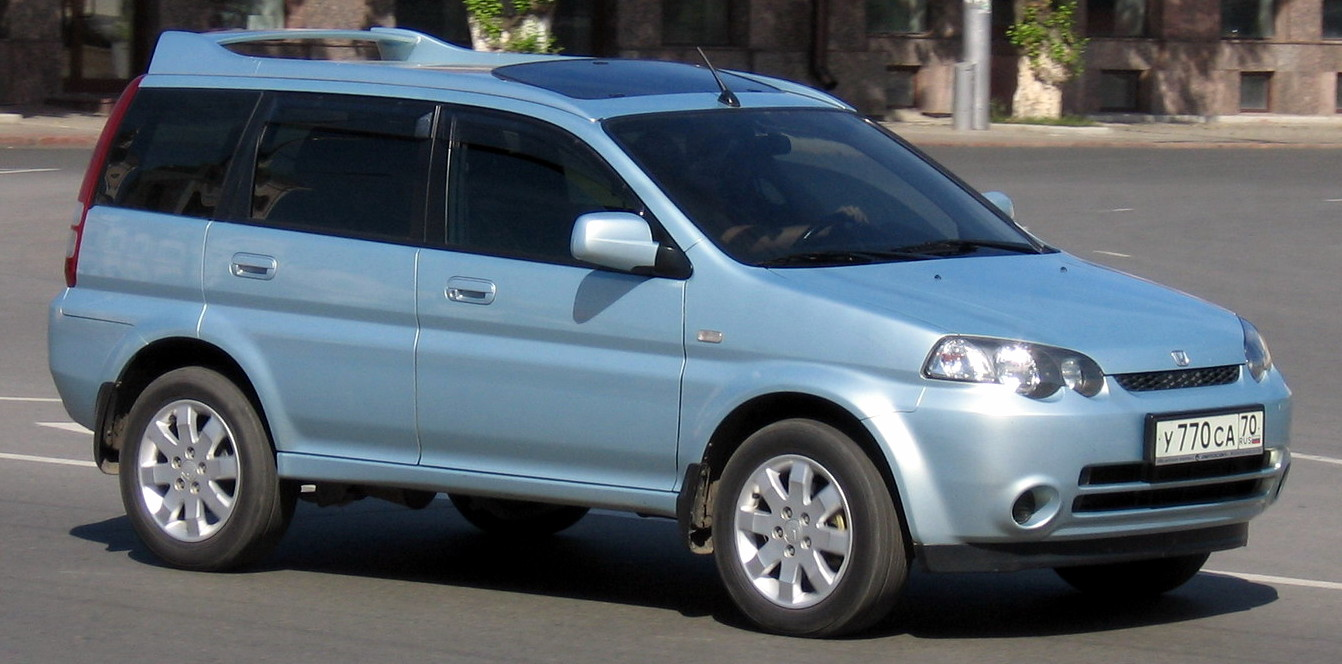
Honda HR-V I phase 2 5 portes
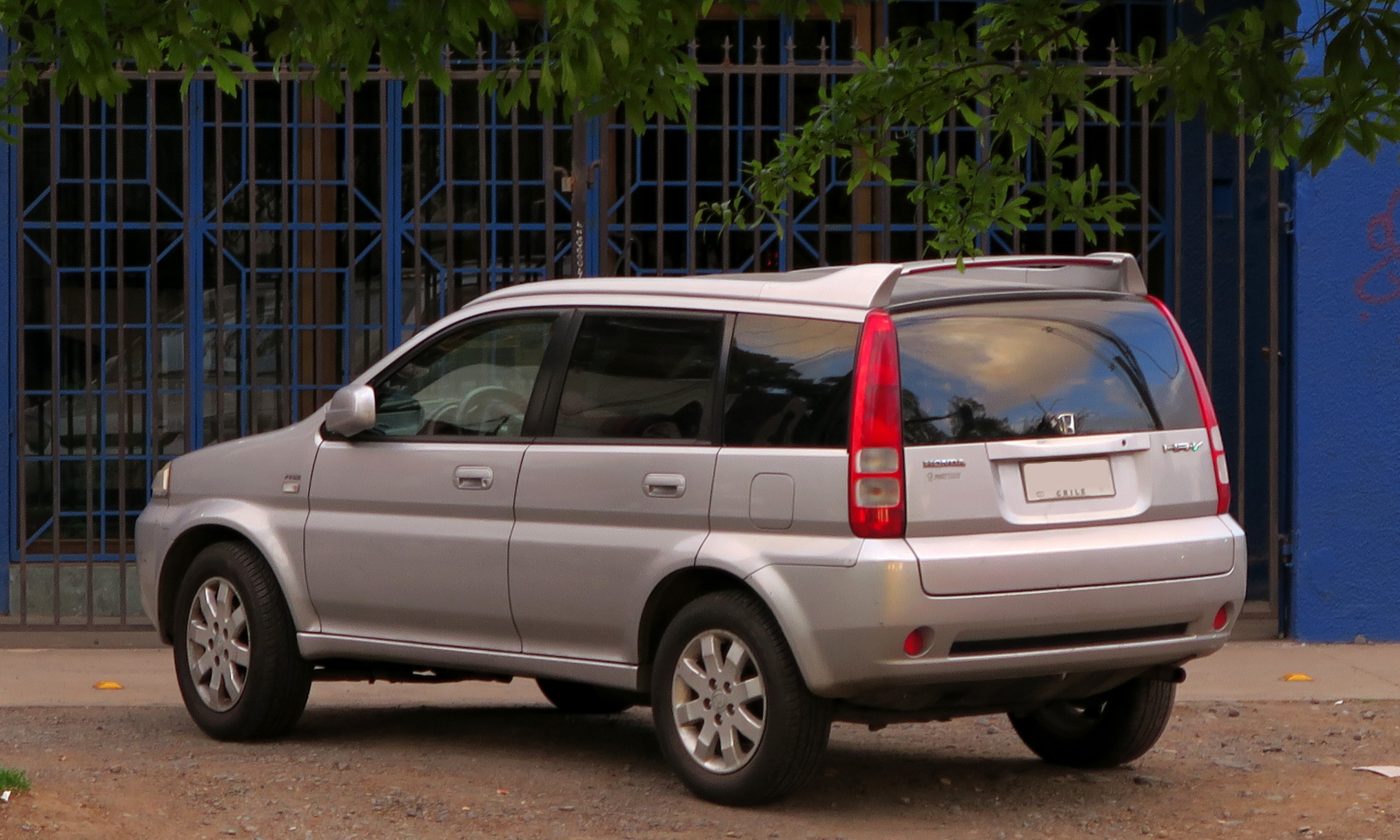
Honda HR-V I phase 2 5 portes

## Seconde génération (2013-2021)
Ce modèle est dévoilé en 2013 au salon de l'automobile de New York sous la forme d'un show car appelé Honda Urban SUV Concept. Le modèle de production est dévoilé au salon de l'automobile de Tokyo 2013 sous le nom de Honda Vezel, son nom sur le marché japonais. Il partage le même plate-forme que la troisième génération de la Jazz. Ce HR-V est plus petit que le Honda CR-V.
Il est lancé en Europe en 2015.

### Séries spéciales
Deux séries spéciales ont été commercialisées :
- Black Edition (février 2017) : pack carrosserie Noir Berlina, jantes alliage Stygean 18" noir poudré, sellerie cuir Black Edition (en option), tapis de sol siglés
- First Edition (octobre 2018) : série limitée à 250 exemplaires (Executive + jantes alliage Geminis 18" diamantées vernis brillant, pack Expédition)[3]

### Phase 2
Au Mondial Paris Motor Show 2018, le HR-V est restylé : les optiques à LED se dotent d'une nouvelle signature lumineuse, reliées par un bandeau noir laqué ou imitant le chrome, la calandre est légèrement remaniée et le bouclier également. Vers l'arrière, l'intérieur des phares est légèrement modifié.
Honda présente une version Sport en novembre 2018 équipée du quatre cylindres 1,5 litre qui reçoit un turbo et voit sa puissance grimper à 182 ch et 220 N m de couple avec la boîte CVT et 240 N m en boîte manuelle. Elle est commercialisée en avril 2019, mais sa production est arrêtée en 2020.

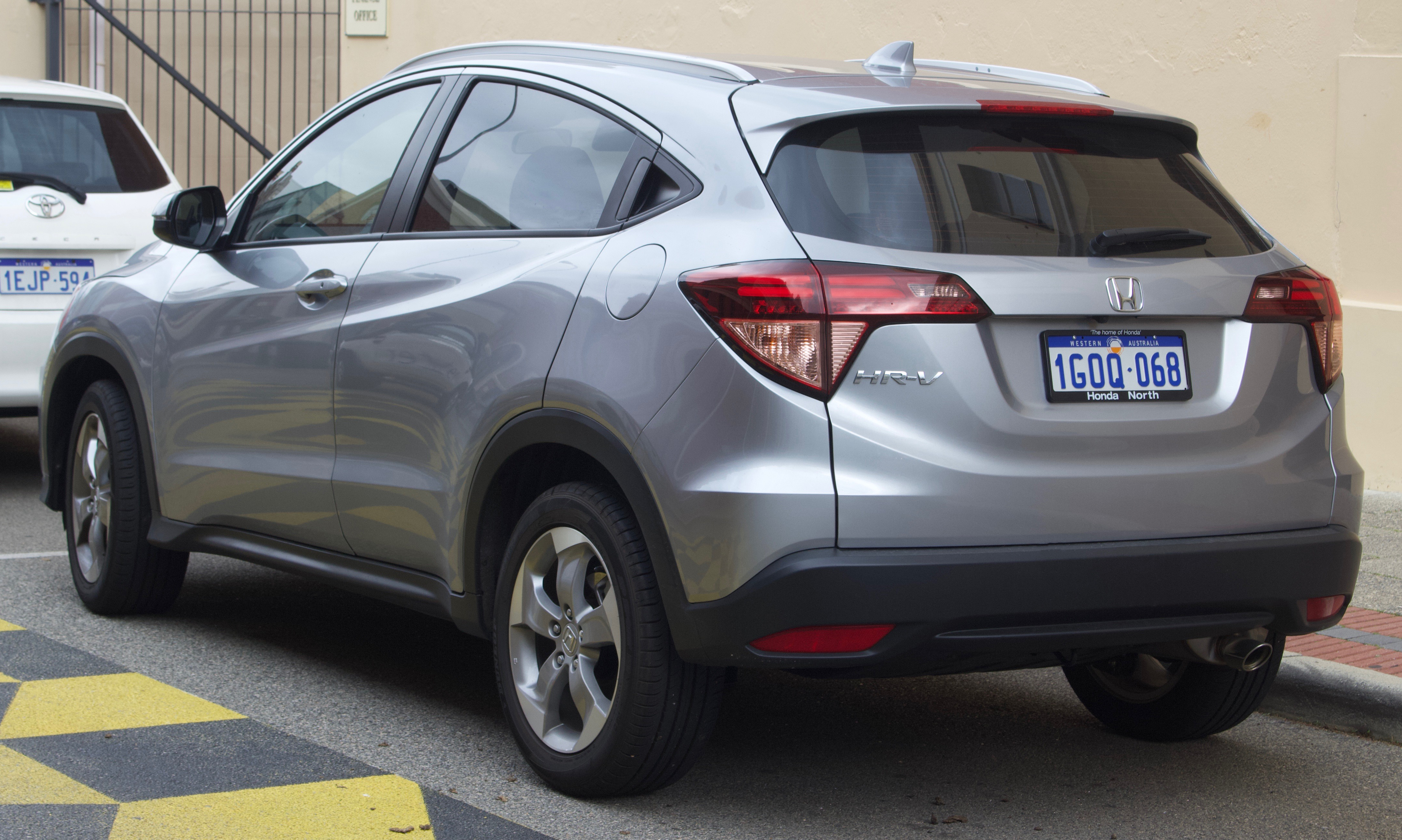
Vue de 3/4 arrière.
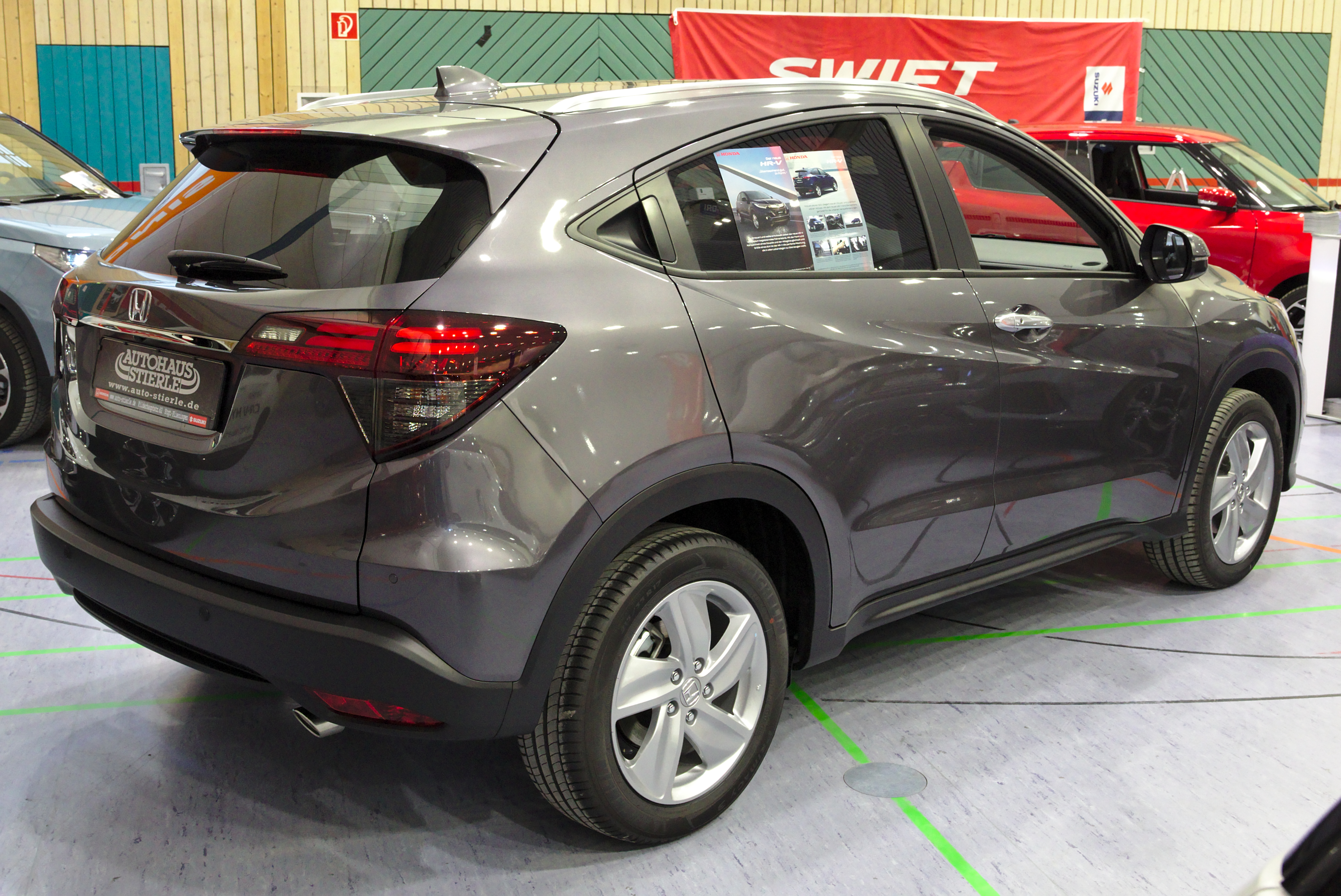
Honda HR-V phase 2

## Troisième génération (2021-...)
La troisième génération de Honda HR-V est présentée le 18 février 2021 au Japon. La version européenne hybride HR-V e:HEV est présentée le 24 avril 2021.
En mai 2023, Honda présente le Honda e:Ny1, version électrique du HR-V.

### Phase 2
La version restylée du HR-V est présentée le 4 septembre 2024, avec une nouvelle face avant (bouclier, projecteurs, calandre).

### Finitions
Le Honda HR-V III propose trois finitions:
- Executive (dès 32 210 €) : Honda Connect, Honda Sensing, système de diffusion d'air...
- Advance (dès 34 710 €) : volant chauffant, rétroviseurs extérieurs rabattables électriquement, sièges en cuir synthétique et tissu noir...
- Advance Style (dès 37 210 €) : couleur bicolore, chargeur sans fil...

Les tarifs indiqués sont ceux de la version disponible en France au 10 mai 2022.

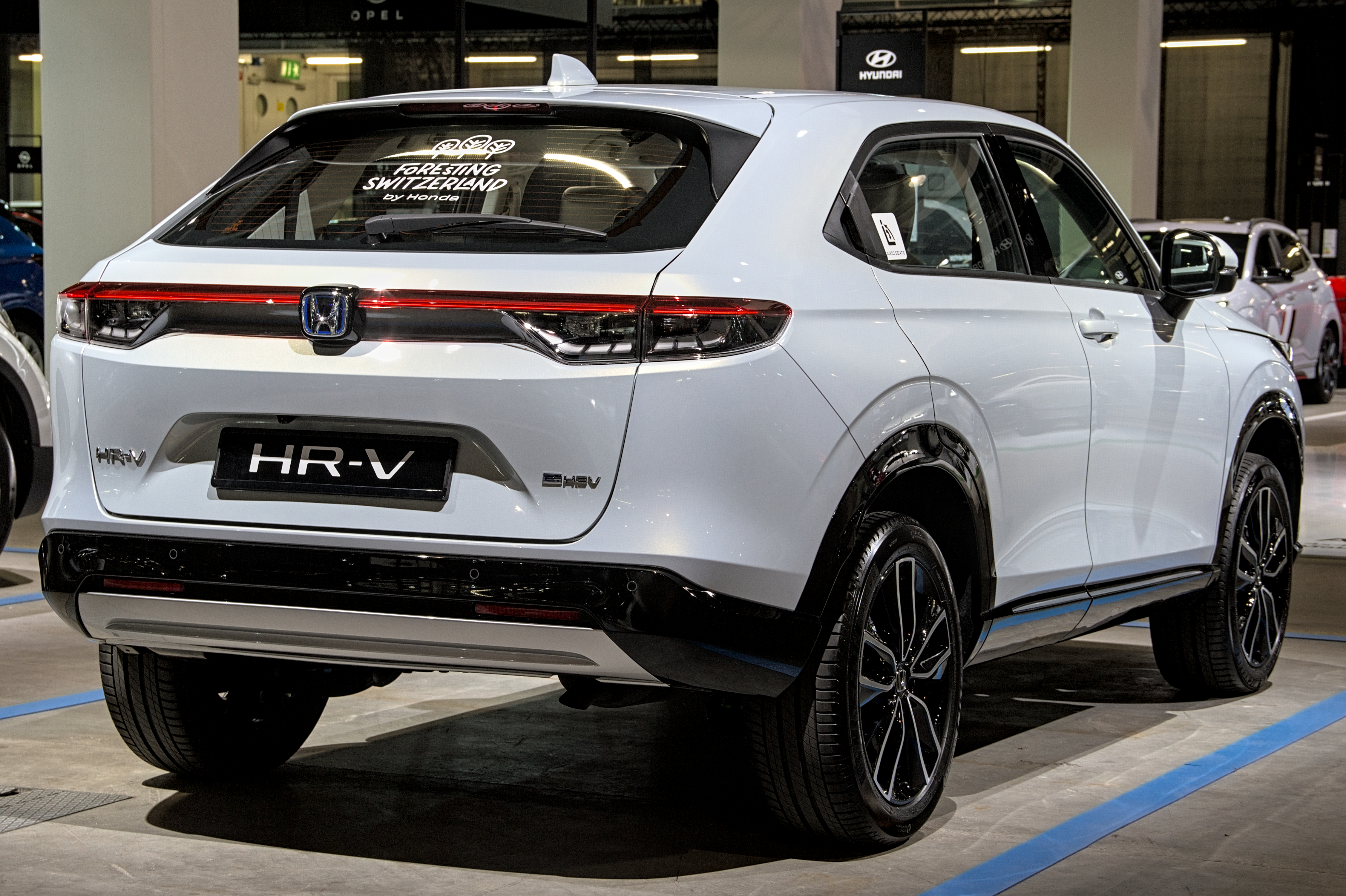
Vue de 3/4 arrière.
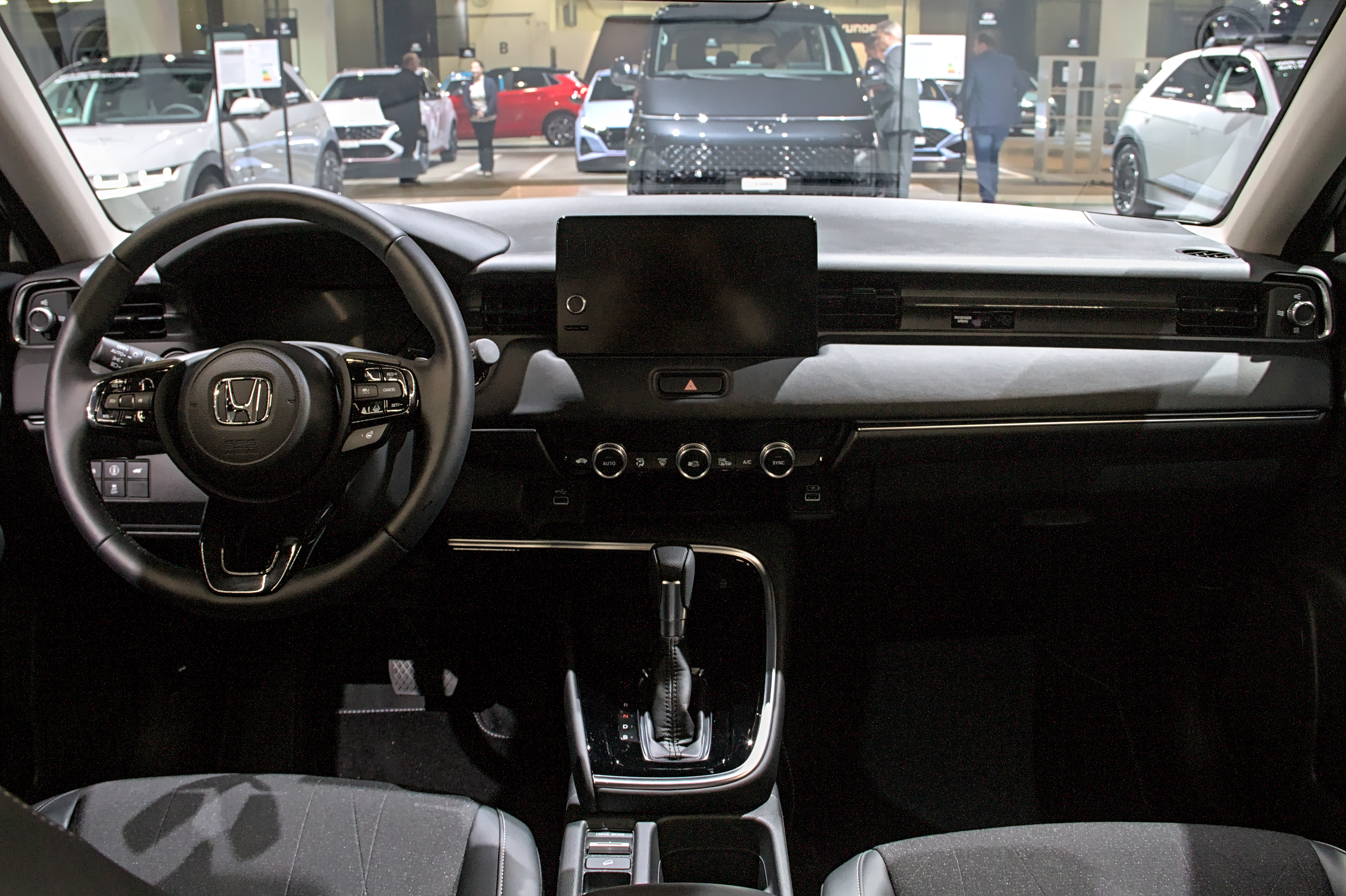
Intérieur.